# Bruce Sundlun

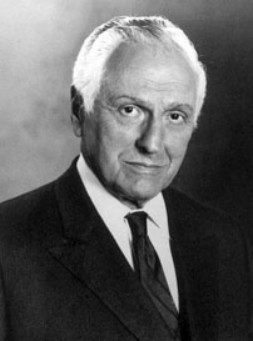
Bruce Sundlun

Bruce G. Sundlun (* 19. Januar 1920 in Providence, Rhode Island; † 21. Juli 2011 in Jamestown, Rhode Island) war ein US-amerikanischer Politiker. Er war von 1991 bis 1995 Gouverneur des Bundesstaates Rhode Island.

## Frühe Jahre und politischer Aufstieg
Bruce Sundlun besuchte die Gordon School und dann bis 1942 das Williams College. Seine Ausbildung wurde durch den Zweiten Weltkrieg unterbrochen, an dem er zwischen 1942 und 1945 als Bomberpilot teilnahm. Nach dem Krieg wurde er Oberst in der Reserve der US-Luftwaffe. 1946 beendete er seine Ausbildung am Williams College. Danach studierte er bis 1949 an der juristischen Fakultät der Harvard University Jura. Zwischen 1949 und 1951 fungierte er als stellvertretender Bundesstaatsanwalt; von 1951 bis 1954 war er für das Justizministerium in Washington, D.C. tätig. Die folgenden zwei Jahrzehnte arbeitete Sundlun als Rechtsanwalt in Washington und Providence. Zwischen 1976 und 1988 war er Präsident bzw. Vorstandsvorsitzender der Firma Outlet Communications.
Sundlun wurde Mitglied der Demokratischen Partei. In den Jahren 1964, 1968, 1980, 1988 und 2000 nahm er als Delegierter an den Democratic National Conventions teil. Von 1984 bis 1990 war Sundlun Mitglied des Schulausschusses von Providence. 1986 gehörte er einer Kommission zur Überarbeitung der Staatsverfassung von Rhode Island an. In den Jahren 1986 und 1988 bewarb er sich erfolglos um das Amt des Gouverneurs: Er unterlag jeweils dem republikanischen Amtsinhaber Edward D. DiPrete.

## Gouverneur von Rhode Island
Im Jahr 1990 wurde Sundlun dann aber mit 74,2 Prozent der Stimmen gegen DiPrete zum neuen Gouverneur seines Staates gewählt. Dieses Amt übte er zwischen dem 1. Januar 1991 und dem 3. Januar 1995 aus; 1992 gelang ihm mit einem Anteil von 61,6 Prozent gegen Elizabeth A. Leonard die Wiederwahl. Seine Amtszeit wurde von einer Bankenkrise überschattet, die vom Zusammenbruch der RISDIC (Rhode Island Share and Deposit Indemnity Corporation), einem Versicherer verschiedener Banken in Rhode Island, ausgelöst wurde. Der Gouverneur ließ umgehend alle von der RISDIC versicherten Banken schließen. Mit Hilfe von Staatszuschüssen konnte der Schaden dann eingedämmt werden.
1994 verlor er bei dem Versuch einer Wiederwahl bereits in den Vorwahlen seiner eigenen Partei gegen Myrth York. Danach lehrte er an der University of Rhode Island das Fach Geschichte. Bruce Sundlun war zweimal verheiratet und Vater von sechs Kindern.